# Gavaldash
El gavaldash es un antiguo instrumento musical, parecido al tamboril o pandereta cuyo sonido se parece al del xilófono.
La palabra gavaldash proviene de la conjunción de las palabras turcas gaval y dash; Gaval, es un instrumento unilateral, que usaban nuestros cantantes, y esa palabra significa “vasija para festividades”, “falsa vasija”. Dash, indica que ese instrumento se hacía de piedra.  
En el parque nacional de Gobustán existen 2 gavaldash: en Chingirdag y sobre la montaña Boyukdash.

## Historia
Según unos datos la historia de la formación del Gavaldash se remonta al paleolítico, hace ente 1 y 1,5 millones de años. Pero según otros datos, el Gavaldash es conocido por los hombres desde el paleolítico superior, que empezó hace 35-52 mil años.
El sonido del Gavaldash se parece al sonido de gaval. Justamente por ello en el siglo XII, cuando apareció el gaval, el instrumento empezó a llamarse “Gavaldash”. Aunque existe la probabilidad que antes lo llamaban “dash alet” (instrumento de piedra), “dashla chalinan alet” (instrumento a lo que tocan con piedras), etc.
El gavaldash era una especie de símbolo de unidad: los antiguos realizaban cerca de él ceremonias religiosas y festivas, reuniones. Además del gavaldash, usaban también instrumentos musicales de caña, cuero, madera y otros materiales para la elaboración de instrumentos musicales.
El ejecutor hace sonar al Gavaldash golpeándolo con pequeñas rocas. De esa forma pueden obtenerse diferentes tonalidades y resonancias.

## Ejecutores conocidos
Chingiz Mehdiev por primera vez tocó el gavaldash[¿quién?] para el público en una transmisión radial en 1965. En 1978 también tocó el gavaldash para un amplio auditorio de televidentes de Azerbaiyán. Más tarde, en ese instrumento se presentaron para la televisión el Artista del Pueblo de la República de Azerbaiyán Sadig Zarbaliev, el Artista Emérito Natig Shirinov, Tahir Huseinov, Javanshir Gasimov y Eldaniz Hajiagaev.[cita requerida]